# Родригес, Орестес
Орестес Родригес Варгас (исп. Orestes Rodríguez Vargas; 4 июля 1943, Лима — 17 ноября 2024, Барселона) — испанский шахматист, гроссмейстер (1978).
Жил в Испании. В составе команды Перу участник шести олимпиад, в одной олимпиаде выступал за команду Испании.
Лучшие результаты в международных турнирах:
- Сан-Паулу (1972) — 4—6-е место;
- Аликанте (1974) — 1—е место, 1975 — 2—4-е и 1-е места, 1977 и 1981 — 2—4-е место;
- Реджо-нель-Эмилия (1974/1975) — 1—2-е место;
- Оренсе, Арресифе (Канарские острова) и Лансароте (1977) — 1-е место;
- Лас-Пальмас (1978) — 1—2-е место;
- Барселона (1977 и 1979) — 1-е место, 1978 — 1—3-е место, 1980 — 4—5-е место; 1985 — 2—3-е место;
- Торремолинос (1980 и 1984) — 2-е и 4-е места;
- Рим (1980) — 4—5-е место;
- Мадрид (1981) — 1-е место;
- Медина-дель-Кампо (1981 и 1983) — 3-е и 1—2-е места;
- Саламанка (1987) — 2—3-е места.

## Изменения рейтинга
| Графики недоступны из-за технических проблем. См. информацию на Фабрикаторе и на mediawiki.org. |